# Асаново (Ульяновская область)
Асаново — село в Чердаклинском районе Ульяновской области. Входит в Бряндинское сельское поселение.

## География
Расположено в 42 км к востоку от районного центра — Чердаклы. 
Природные условия: холмы, пруд. 

## История
Село основано в конце XVII века, при постройке Закамской засечной черты и вошло в состав Симбирского уезда Приказа Казанского дворца.  
Со времени основания до середины XIX в. поселение находилось на р. Сухая Кандалка и называлось «деревня Асаново, Кандалка тож» (позднее русло пересохшей в верховьях реки использовалось для устройства прудов).  
В 1780 году деревня Вершины речки Кандалы Асаново тож, служилых татар, жило 60 ревизских душ и входила в состав Ставропольского уезда Симбирского наместничества. С 1796 года — в Симбирской губернии. 
В 1851 году деревня вошла в состав Самарской губернии. 
В 1859 году деревня называлась Асаново (Верхняя Деревня), в которой было 59 дворов.

## Население
| Год  | Численность | Численность |
| ---- | ----------- | ----------- |
| 1859 | 492         | [ 4 ]       |
| 1889 | 815         | [ 5 ]       |
| 1897 | 792         | [ 6 ]       |
| 1910 | 990         | [ 7 ]       |
| 2010 | 66          | [ 1 ]       |

В 1996 — население 167 человек.

## Религия
Мечеть.

## Достопримечательности
Памятники археологии: Мечеть, 1900 г.

## Известные уроженцы
- Шамуков, Габдулла Рухуллович (1909—1981) — татарский актёр театра и кино, педагог, мастер художественного слова (чтец), писатель и переводчик. Народный артист СССР (1980).

## Транспорт
Автобус до села Малая Кандала, у села Абдуллово и пешком 4 км.